# Realme 3 Pro
realme 3 Pro — смартфон, розроблений компанією realme, що є покращеною версією realme 3. Був представлений 22 квітня 2019 року. Також 15 травня того ж року в Китаї разом з realme X був представлений realme X Lite, що є перейменованим realme 3 Pro.

## Дизайн
Екран виконаний зі скла Corning Gorilla Glass 5. Корпус виконаний з глянцевого пластику зі смугастим переливом.
Знизу знаходяться роз'єм microUSB, динамік, мікрофони та 3.5 мм аудіороз'єм. Зверху розташований другий мікрофон. З лівого боку смартфона розташовані кнопки регулювання гучності та слот під 2 SIM-картки і карту пам'яті формату microSD до 256 ГБ. З правого боку розміщена тільки кнопка блокування. Сканер відбитку пальця знаходиться на задній панелі.
realme 3 Pro продавався в 3 кольорах: Carbon Gray (сірий), Lightning Purple (чорно-фіолетовий) та Nitro Blue (синьо-фіолетовий).

## Технічні характеристики

### Платформа
Смартфон отримав процесор Qualcomm Snapdragon 710 та графічний процесор Adreno 616.

### Батарея
Батарея отримала об'єм 4045 мА·год та підтримку швидкої зарядки VOOC 3.0 на 20 Вт.

### Камер
Смартфон отримав основну подвійну камеру 16 Мп, f/1.7 + 5 Мп, f/2.4 (сенсор глибини) з фазовим автофокусом Dual Pixel та можливістю запису відео в роздільній здатності 4K@30fps. Фронтальна камера отримала роздільність 25 Мп, світлосилу f/2.0 та можливість запису відео у роздільній здатності 1080p@30fps.

### Екран
Екран IPS LCD, 6.3", FullHD+ (2340 × 1080) зі співвідношенням сторін 19,5:9, щільністю пікселів 409 ppi та краплеподібним вирізом під фронтальну камеру.

### Пам'ять
Смартфон продавався в комплектаціях 4/64, 6/64 та 6/128 ГБ.

### Програмне забезпечення
Смартфон був випущений на ColorOS 6 на базі Android 9 Pie. Був оновлений до realme UI 2.0 на базі Android 11.